# Aída Luz
Aída da Luz Borbón (Buenos Aires, 10 de febrero de 1917-25 de mayo de 2006), más conocida como Aída Luz, fue una actriz argentina.

## Carrera
Atraída por el canto, comenzó a estudiar en la academia PAADI, y a los 19 años se inició como cantante de tango y folclore en radios como La Nación. Allí estudió con Gregorio Barrios y Hugo del Carril, y tuvo como maestros a Osvaldo Pugliese y Mariano Mores. Luego participó de varios radioteatros e integró la compañía de Pedro Tocci, donde se inició su hermano, Jorge Luz.
En 1936 inició su carrera cinematográfica en Loco lindo, de Arturo S. Mom, con Luis Sandrini y Sofía Bozán, y en ese mismo año realizó un pequeño papel en Ya tiene comisario el pueblo. Además continuaba con su carrera como cantante en Radio Mitre, compartiendo la cartelera de la emisora con Carmen Duval, Aída Denis y Yola Yoli. Estrenó los tangos "Patio mío" y "La retrechera". Participó en 41 películas, protagonizó El deseo y Los verdes paraísos y se destacó como actriz de reparto en filmes como La honra de los hombres, Deshonra, con Fanny Navarro, El grito sagrado, Marta Ferrari y Enigma de mujer. Formó pareja con Hugo del Carril en cuatro películas, destacándose en Pobre mi madre querida. Recibió un premio Cóndor de Plata como Mejor Actriz por su labor en Aquello que amamos y un premio como Mejor Actriz de reparto por su labor en Sábado a la noche, cine y Las furias.
En 1945 debutó en teatro en La voz de la tórtola, también participó en otras obras como Una viuda difícil, La dulce enemiga, El mal amor, Delito en la Isla de las Cabras, Un tranvía llamado Deseo, El carnaval del diablo, El cuervo, El patio de la morocha, entre otros. Dirigida por Cecilio Madanes y acompañada por Jorge Luz integró el elenco del Teatro Caminito participando en varias obras. Al finalizar una temporada teatral, la empresa Odeón la convocó para registrar los tangos "Los pañuelitos" y Milonguita.
A partir de la década de 1960" tuvo que secundar a cantantes de moda y cómicos de la televisión. También participó en televisión en ciclos como Obras maestras del terror, Teatro de la noche, Las solteronas, Un cachito de vida, Esto es teatro, Matrimonios y algo más..., entre otros. En 1966 trabajó en el programa Maison Polyana que con buena repercusión se transmitió entre mayo y octubre por Canal 9 de lunes a viernes con libros de la autora teatral Clara Giol Bressan y un elenco que incluía a Fernanda Mistral, Perla Santalla, Ignacio Quiroz, Marcela Lopez Rey etc.
Después de una larga inactividad en cine participa en Gran Valor en la Facultad de Medicina, con Juan Carlos Calabró y Mónica Gonzaga. Durante la década de los 80" y 90" participó en varios ciclos televisivos. En 2000 realiza su última participación cinematográfica en Gallito ciego, de Santiago Carlos Oves.
Fue galardonada con los premios Martín Fierro, Premio ACE de Oro, Premio Konex, San Gabriel, Estrella de Mar, Blanca Podestá, Kónex, Trinidad Guevara, Asociación de Cronistas Cinematográficos en dos oportunidades, recibió la Distinción de Honor del Festival de Cine de Mar del Plata a las Actrices y fue homenajeada, junto con su hermano, por la Asociación Amigos del Teatro Cervantes.
Falleció a los 89 años de un paro cardíaco no traumático el 25 de mayo de 2006 en Buenos Aires. Estuvo casada con el cantante Fernando Roca y su hermano era el actor Jorge Luz.

## Filmografía
- Loco lindo (1936)
- Ya tiene comisario el pueblo (1936)
- Palermo (1937)
- Una prueba de Cariño (1938)
- De la sierra al valle (1938)
- Los celos de Cándida (1940)
- Amor (1940)
- Cuando canta el corazón (1941)
- Mamá Gloria (1941)
- Papá tiene novia (1941)
- Bruma en el Riachuelo (1942)
- El viaje (1942)
- La piel de zapa (1943)
- El deseo (1944)
- Mi novia es un fantasma (1944)
- La honra de los hombres (1946) de Carlos Schlieper
- El pecado de Julia (1947)
- Los verdes paraísos (1947)
- Pobre mi madre querida (1948)
- El último payador (1950)
- Lejos del cielo (1950)
- Deshonra (1952)
- El grito sagrado (1954)
- El hombre virgen (1956)
- Los tallos amargos (1956)
- Marta Ferrari (1956)
- Enigma de mujer (1956)
- Aquello que amamos (1959)
- Simiente humana (1959)
- El crack (1960)
- Sábado a la noche cine (1960)
- Las furias (1960)
- El rufián (1961)
- Canuto Cañete y los 40 ladrones (1964)
- Mi primera novia (1966)
- Quiere casarse conmigo (1967)
- Villa Cariño (1967)
- Asalto a la ciudad (1968)
- En una playa junto al mar (1971)
- Juguemos en el mundo (1971)
- Gran Valor en la facultad de medicina (1981)
- Gallito ciego (2000) dir. Santiago Carlos Oves